# مسرحية هو وهي
هو وهي مسرحية كتبتها راشيل كروثرز في عام ١٩٢٠ التي كتبت غالبية مسرحياتها وسط الموجة الأولى من الحركة النسوية، تتناول على وجه التحديد الموضوعات المتعلقة بالذكورة والأنوثة؛ مثل أدوار الجنسين في الزواج وما يعنيه أن تكون فنانة في جو أبوي، تم تقديم المسرحية لأول مرة في عام ١٩١١ لكنها فشلت في الصمود من خلال الإنتاج، إلا أن كروثرز لم تتخلى عن المشروع وحاولت إيحاء المسرحية مرة أخرى في عام ١٩٢٠ مع قيام راشيل نفسها بدور البطولة النسائية، على الرغم من أنها لم تنجح أيضا في نهاية المطاف (شيفر ٢٠)، بعد أكثر من نصف قرن تم إحياء هو وهي من قبل المسرح النسوي في منطقة واشنطن في عام ١٩٧٣ (غروتليب ١٤).
وفقا لعلماء الدراما إنه "استكشاف كروثر الأكثر تعقيدا وتشاؤما لتأثير النسوية على المجتمع" (غروتليب ٥٠)، تضم المسرحية زوجين وهما آن وتوم هيرفورد وكلاهما نحاتان، في البداية تشمل كلتا الشخصيتين المثل التقدمية التي دافعت عنها كروثرز ومع ذلك؛ عندما تفوز آن في منافسة على توم تقابل بالعداء والسلبية من كل الشخصيات الأخرى تقريبا (كروثرز ٩٠-٩٨)، على الرغم من إظهار الدعم الأولي ويصبح توم مضطربا بشكل متزايد ويقول لآن لأنها امرأة "أنت لستِ حرة بنفس الطريقة التي أنا عليها" وأنه إذا رفضت التوقف وتحمل مسؤولية منزلهم فسيأمرها توم بذلك (كروثرز ٩٨)، يتم وضع حد للحجة فجأة عندما تعلن ابنتهما القاصرة أنها مخطوبة وأن آن تختار وإن كان ذلك على مضض لرعايتها، نظرًا لأنها تفتقر إلى الشعور بالعدالة الشعرية والمرأة لا تنجح في نهاية المطاف؛ فقد تعرضت كروثرز لانتقادات شديدة بسبب نهاية هذه المسرحية ومع ذلك فقد أثارت جدلا ونقاشا حول معنى أن تكون امرأة أو زوجة.

## الحبكة
تدور مسرحية هو وهي حول عائلة هيرفورد المكونة من توم وآن وميليسنت، تشمل الشخصيات الأخرى روث كريل صديقة آن وكيث ومساعد توم المخطوب لروث ووالد آن الدكتور ريمنجتون وأخت توم ديزي التي تعيش مع عائلة هيرفوردز، تم تعيين أول فصل من المسرحية في استوديو النحت في منزلهم في مدينة نيويورك، في بداية المسرحية يكون لتوم إفريز يدخل به في مسابقة وتعتقد آن أنها تستطيع أن تفعل ما هو أفضل وتدخل المنافسة بقطعة خاصة بها في الوقت نفسه، يتجادل كيث وروث باستمرار حول الزواج لأن كيث يريد ربة منزل تقليدية بينما تريد روث مواصلة العمل، في الفصل الثاني (في غرفة المعيشة الخاصة بهم) ينتظرون بتوتر نتائج المنافسة وأثناء الانتظار تفسخ روث خطوبتها من كيث وعندما تأتي النتائج يبدأ الجميع في تهنئة توم حتى يكتشفوا أن توم ليس الفائز حقا وأن الفائزة هي آن. يسبب هذا الفوز صراعًا بينها وبين توم ووالد آن غاضب لأنها فعلت هذا بزوجها، مما زاد الطين بلة أن ميليسنت تعود إلى المنزل فجأة من المدرسة الداخلية. في الفصل الثالث تتصاعد الصراعات بين الشخصيات وتم الكشف عن أن ميليسنت هربت من المدرسة لأنها مخطوبة لسائق المدرسة، تعتقد آن أن الطريقة الوحيدة لمنع هذا الزواج هي التخلي عن منحوتتها لقضاء المزيد من الوقت مع ابنتها وتطلب من توم إفريزها "تعرض هذه المسرحية حاجة الابنة إلى رعاية الأمومة ضد رغبة والدتها العاطفية في تحقيق طموحها الفني."
إن إعداد دراما كروثر المكونة من ثلاثة فصول وهو منزل قديم واسع في نيويورك يضفي الطابع الخارجي على المثل الأعلى لتوم وآن هيرفورد وكلاهما نحاتان لإقامة زواج قائم على المساواة خال من قيود الذكر البارع النمطي والأنثى الخاضعة، يحتوي كل منها على استوديو في الطابق السفلي من المنزل حيث يتم تعيين الفصل الأول ويتم رفع سقفه إلى ارتفاع مزدوج لاستيعاب عمل الأزواج وربما للإشارة إلى آفاقهم المنزلية الأقل حصرا.
تذهب ميليسنت ابنة هيرفوردز البالغة من العمر ١٦ عاما، إلى المدرسة الداخلية وعندما تكون في المنزل لقضاء العطلات فإنها ملزمة باحترام حاجة آن إلى العمل وهو أمر يفرضه والدها عليها، مع تقدم المسرحية تبدأ الصراعات في تقييد مجال آن ويعزز المحيط موضوع المسرحية."
" تدور حبكة المسرحية ببساطة حول الأحداث التي تجعل آن تعيد تقييم حياتها كفنانة."، كما يوجد حبكتان فرعيتان بعد صراعات شخصيتين امرأتين اخرتين تثريان فهمنا لصراع آن بين تطلعاتها العامة وواجباتها الخاصة وتوسيع نطاق معضلات المرأة، في نهاية الفصل الأول تقرر آن الدخول في مسابقة النحت التي يتنافس عليها توم أيضا وعلى الرغم من أن قرارها يفاجئه إلا أن توم في النهاية يدعمها وينتهي الفصل بمصافحة الزوجين عندما تفوز آن بجائزة 100,00 دولار ويأتي توم في المرتبة الثانية، فإن معارضته لها تتصاعد وتصل إلى ذروتها بالقرب من نهاية الفصل الثاني عندما يتهم آن بأنها تهيمن عليها الطموح والأنانية ويطالبها بتولي واجبات منزلية بدوام كامل، ترفض آن ولكنها تعترف بخطورة الأمر على استمرارية زواجهما.
ينتهي الفصل بوصول ميليسنت غير المتوقع من المدرسة الداخلية ورفضها العودة، في الفصل الثالث تعلم آن أخيرا أن هستيريا ميليسنت وعنادها مرتبطان برومانسيتها مع سائق المدرسة الداخلية، تعلن ميليسنت قرارها بالزواج من الرجل ولكن من الواضح لآن أن ميليسنت عادت إلى المنزل بسبب الحاجة إلى الاسترشاد في ارتباكها، تلوم آن نفسها على مشكلة ميليسنت لأنه خلال فترة العطلة عندما كانت آن تعمل على الإفريز بقيت ميليسنت في المدرسة ومن الواضح أنها استجابت للرجل بدافع الوحدة، بمجرد أن تصبح آن مقتنعة بأنها وحدها يمكنها مساعدة ميليسنت وتقرر اصطحابها إلى أوروبا وتطلب من توم إكمال منحوتتها.

## السياق التاريخي
ولدت كروثرز وبدأت حياتها المهنية وسط الموجة الأولى من النسوية وتندرج تحت فئة "المرأة الجديدة" وهي استعارة شخصية للتغيرات في السلوك الاجتماعي للمرأة في ذلك الوقت، كانت المرأة الجديدة "المصلح الاجتماعي في منزل المستوطنات وعاملة المصنع ومشغلة الهاتف ... جميع هؤلاء النساء يتعلمن التشكيك علنا في السلطة التي لا تشملها ولا تصدين إليها" (بورك ٣٧)، في ذلك الوقت كانت النسوية تعرف باسم حركة الاقتراع وكان الهدف المشترك للمقتين بحق الاقتراع هو حق التصويت، ولد هذا المفهوم من حركة الإلغاء التي سعت إلى إنهاء العبودية ولكن المدافعون عن حق الاقتراع كانوا يدعون فقط إلى إضفاء الشرعية على حقوق التصويت للنساء البيض، على الرغم من الرقابة على الأخلاقيات الإنسانية إلا أنها دفعت الحدود المجتمعية إلى أقصى حد جديد.
قوبلت المدافعون عن حق الاقتراع بمقاومة كبيرة لأنهم حاربوا الصور النمطية في وسائل الإعلام والثقافة الشعبية، غالبًا ما وجدوا أنفسهم يتعرضون لانتقادات بسبب "السلوك غير المرضي" الذي تحدى المثل الفيكتورية حول التدجين،  (رامبتون ٢٠١٥) على الرغم من أن بعض الأشكال المتطرفة من الاحتجاجات شوهدت خلال الحركة؛ مثل الإضراب عن الطعام والاحتجاجات إلا أن معظم العروض العامة التي قدمها المدافعون عن حق الاقتراع كانت مروضة تماما، شملت هذه التوقيع على الالتماسات والكتيبات والفن المستوحى من حق الاقتراع، أخيرا بعد سنوات من وصمة العار بين الجنسين صدر التعديل التاسع عشر في عام ١٩٢٠ الذي منح المرأة البيضاء حق التصويت (بيسنياني ٢٠١٥ )